# Freie-Kultur-Bewegung

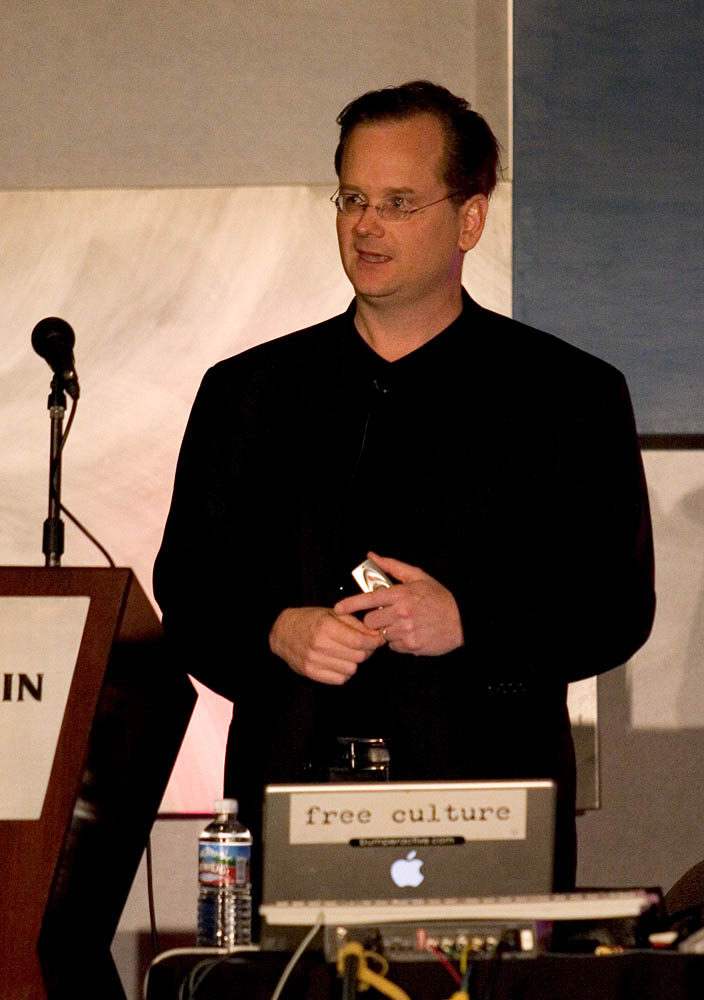
Lawrence Lessig vor einem Laptop mit der Aufschrift „free culture“

Die Freie-Kultur-Bewegung (engl. free-culture movement) ist eine Soziale Bewegung, die die Freiheit des Verteilens und Modifizierens von kreativen Werken – im Sinne von Free Content –  über das Internet und anderen Medien bewirbt.
Die Bewegung erhebt Einwände gegen die stark restriktiven Copyright-Gesetze. Viele Mitglieder argumentieren, dass solche Gesetze die Kreativität hinderten, sie bezeichnen das System daher als „Erlaubniskultur“ (engl. permission culture).
Die Firma Creative Commons (gegründet von Lawrence Lessig) unterstützt die Bewegung, indem sie freie Lizenzen (CC-Lizenzen) anbietet, die das Teilen (unter bestimmten Konditionen) erlauben. Creative Commons bietet ebenfalls eine Onlinesuche für die verschiedensten CC-lizenzierten Werke auf ihrer Website an.
Die Freie-Kultur-Bewegung – mit ihrem Ethos von freien Austausch von Ideen – ist gleichgerichtet mit der Freie-Software-Bewegung. Richard Stallman, der Gründer des GNU-Projekts und Aktivist für Freie Software, befürwortet das freie Teilen von Information. Er spezifizierte bekanntermaßen, dass Freie Software im Sinne von freier Rede verstanden werden sollte und nicht gratis bedeutet (engl. free software means free as in „free speech“, not „free beer“).
Heutzutage steht der Begriff auch für viele andere Bewegungen wie z. B. die Open-Access-, die Hackerkultur-, die Access-to-Knowledge-, die Open-Source-Learning- und die Copyleft-Bewegung.
Der Begriff „Freie Kultur“ wurde erstmals 2003 beim Weltgipfel zur Informationsgesellschaft benutzt um damit die erste freie Lizenz für künstlerische Werke zu präsentieren, initiiert wird diese Veranstaltung seit 2001 vom Copyleft-Gesinnungsteam aus Frankreich. Auch ein Buch mit dem Namen „Freie Kultur“ wurde im Jahre 2004 von Lawrence Lessig veröffentlicht.

## Vorgeschichte
Im Jahre 1998 wurde das Sonny Bono Copyright Term Extension Act im United States Congress verabschiedet. Die Legislatur erweiterte den Copyright-Schutz für weitere 20 Jahre, was zu einem garantierten Copyright von insgesamt 70 Jahren nach dem Tod des Erschaffers führte. Der Gesetzesentwurf wurde stark lobbyiert durch Firmen wie Disney und wird daher auch als „Mickey-Mouse-Schutzgesetz“ tituliert.
Lawrence Lessig behauptet, dass Copyright ein Hindernis für kulturelle Produktion, Wissensverteilung und für technologische Innovation sei und dass dieses Gesetz nur auf private Interessen – entgegengesetzt zu öffentlichem Gut – abziele. Im Jahre 1998 reiste er durchs Land und gab hunderte Reden an Universitäten und entfachte somit die Bewegung. Dies führte zur Gründung des ersten Ortsverbands von Students for Free Culture am Swarthmore College.
Im Jahr 1999 forderte er den „Bono Act“ heraus, indem er diesen Fall zum US Supreme Court brachte. Ungeachtet seines standhaften Glaubens an den Sieg zitierte er einfach den Text der Verfassung über „limitierte“ Copyright-Klauseln und bekam dafür überraschend nur zwei Gegenstimmen, und zwar von den Richtern Stephen Breyer und John Paul Stevens.
2001 initiierte Lessing die Creative Commons, ein alternatives Lizenzierungssystem zum vorherrschenden Standard, in dem nur „einige Rechte“ und nicht „alle Rechte“ dem Erschaffer vorbehalten sind.

## Organisationen
Die Organisation, die man im Allgemeinen mit freier Kultur in Verbindung bringt, ist Creative Commons (kurz CC). CC fördert das Teilen kreativer Werke und diffundiert Ideen zum Produzieren kultureller Vitalität, wissenschaftlichen Fortschritts und Businessinnovationen.
QuestionCopyright.org ist eine weitere Organisation, deren festgelegte Mission es ist: „Den ökonomischen, künstlerischen und sozialen Schaden, der durch Verteilungsmonopole entsteht, hervorzuheben, und zu demonstrieren, wie eine freiheitsbasierte Verteilung besser für Künstler und deren Zielgruppen sind.“ QuestionCopyright ist wahrscheinlich am bekanntesten für deren Verbindung zur Künstlerin Nina Paley, deren mehrfach ausgezeichnete Animation Sita Sings The Blues als außergewöhnlich erfolgreiches Beispiel für freie Verbreitung (unter der Obhut vom „Sita Verbreitungs-Projekt“) gilt. Die Website der Organisation beinhaltet eine große Nummer an Ressourcen, Veröffentlichungen und anderen Referenzen, die mit diversen Urheberrechts-, Patent- und Handelsmarkenproblemen in Verbindung stehen.
Die Studentenorganisation „Students for Free Culture“ (z. Dt. Studenten für freie Kultur) wird manchmal selbst merkwürdigerweise als „die Freie-Kultur-Bewegung“ bezeichnet, allerdings ist das nicht ihr offizieller Name. Die Organisation ist nur eine Teilmenge der ganzen Bewegung. Der erste Ortsverband wurde 1998 gegründet am Swarthmore College und ab 2008 konnte die Organisation bereits 26 Ortsverbände aufweisen.
Die Freie-Kultur-Bewegung erweitert die Ideale der freien Softwarebewegung vom Bereich der Software auf alle kulturellen und kreativen Werke. In den Anfängen von Creative Commons unterstützte bereits Richard Stallman (der Gründer der Free Software Foundation und der Freie-Software-Bewegung) die Organisation. Er entzog seine Unterstützung aber, als mehrere neue Lizenzen für Entwicklungsländer und für Sampling vorgestellt wurden. Einige Zeit später jedoch erneuerte er zum Teil seine Unterstützung wieder, als Creative Commons die genannten Lizenzen zurückzog.
Die Freie-Musik-Bewegung, eine Untergruppe der Freie-Kultur-Bewegung, begann, als das Netz gerade an Popularität gewann, mit der „freien Musikphilosophie“ in den frühen 1994er. Dieses Werk basierte ebenfalls auf der Idee freier Software von Richard Stallman und deckte sich mit der entstehenden offenen Kunst- und offenen Informationsbewegung. Die freie Musikphilosophie nutzte einen dreizackigen Ansatz zum freiwilligen Animieren, uneingeschränktes Kopieren zu verbreiten, und zwar basierend auf den Fakten, dass Kopien von Aufnahmen und Kompositionen mit der Leichtigkeit des Internets angefertigt und verbreitet werden können. Anschließend wurde über die freie Musikbewegung von diversen Medien wie z. B. Billboard, Forbes, Levi's Original Music Magazine, The Free Radical, Wired und The New York Times berichtet.
Mitsamt freier Software und Linux (ein freies Betriebssystem), Copyleft-Lizenzen, der Expansion des Netzes und den Anstieg von P2P und Lossy compression und trotz des Widerstandes der Musikindustrie wurde freie Musik weitgehend zur Realität im frühen 21. Jahrhundert. Organisationen wie die Electronic Frontier Foundation und Creative Commons – mit ihren freien Informationsexperten wie Lawrence Lessig – dachten sich zahlreiche Lizenzen aus, die die verschiedensten Geschmäcker von Copyright und Copyleft abdeckten. Die Frage war somit nicht mehr, warum und wie Musik frei sein sollte, sondern eher wie Kreativität florieren würde. In dieser Zeit entwickelten Musiker Modelle, um die Frage zu klären, wie sie ihr Einkommen in der Ära des Internets verdienen könnten.

## Freiheit definieren
Mehr Information unter CC-Lizenzen
In der Freie-Kultur-Bewegung selbst wurde Creative Commons wegen mangelnder Freiheitsstandards kritisiert.
Dadurch erachten einige in der Bewegung nur wenige Creative-Commons-Lizenzen als wirklich frei – basierend auf der Definition freier kultureller Werke. Im Februar 2008 fügte Creative Commons eine „als freies kulturelles Werk anerkannt“-Plakette zu ihren Lizenzen hinzu. Zusammenfassungen der Lizenzen mit Restriktionen auf kommerzielle Nutzung oder derivative Werke haben jedoch keine speziellen Plaketten.

## Kritiken
Kritik gegen die Freie-Kultur-Bewegung kommt von Copyright-Befürwortern. Rick Carnes, der Präsident von Songwriter Guild of America, und Coley Hudgins, der leitende Direktor von arts+labs (einer Allianz von Technologie- und Medienfirmen), beanspruchen – trotz dem Argument der freien Kulturbewegung, dass das Copyright Kultur töte – dass die Bewegung selbst und die Medien, die sie kreieren, die Kunstindustrie schädigen und das Wirtschaftswachstum hemmen.
Zusätzlich argumentieren einige, dass die Atmosphäre der Copyright-Debatte sich geändert habe und dass die Freie-Kultur-Bewegung früher Kulturproduzenten gegen Gesellschaften verteidigt habe, jetzt aber ebendiesen kleinen Kulturproduzenten eher schade. Der prominente Technologe und Musiker Jaron Lanier bespricht diese Perspektive (und einige andere Kritiken an der freien Kulturbewegung) in seinem im Jahre 2010 erschienenen Buch You Are Not a Gadget. Laniers Bedenken umfassen die Entpersönlichung von crowd-sourced anonymen Medien (wie z. B. Wikipedia) und die wirtschaftliche Dignität von kreativen Mittelklassekünstlern.
Andrew Keen (ein Kritiker des Webs 2.0) kritisiert ebenfalls einige der Ideen der Freie-Kultur-Bewegung in seinem Buch Cult of the Amateur. In diesem beschreibt er Lessig als einen „intellektuellen Eigentumskommunisten“.
In der Nachrichtenindustrie behaupten einige, freie Kultur sei schuld an der Verschlechterung des Marktes. Jedoch behaupten Gelehrte wie Clay Shirky, dass der Markt selbst (und nicht die freie Kultur) der Grund sei, der die Journalismusindustrie töte.